# Левитская, Лия Сергеевна
Ли́я Сергее́вна Леви́тская (23 ноября 1931, Москва — 2 октября 2009, там же) — советский и российский учёный-тюрколог, исследователь чувашского языка, кандидат филологических наук (1966).

## Биография
В 1948 поступила и в 1953 окончила филологический факультет Московского государственного университета, была одной из наиболее талантливых учениц академика Н. К. Дмитриева (1898—1954).
В 1953—1955 работала в редакции газеты «Туркменская правда», а затем, в 1956—1958 — в отделе востоковедения Научной библиотеки имени А. М. Горького при МГУ.
В 1958 году перешла в Институт языкознания АН СССР, в сектор тогда тюркских языков, позднее тюркских и монгольских языков, впоследствии — отдел урало-алтайских языков. Здесь она работала научным сотрудником до своего выхода на пенсию в 1989 году. Однако и после этого Л. С. Левитская не прекращала активной научной деятельности.
Л. С. Левитская окончила аспирантуру при Институте языкознания АН СССР и 24 июня 1966 года блестяще защитила кандидатскую диссертацию на тему «Историческая фонетика чувашского языка» (научный руководитель Б. А. Серебренников), которая, однако, полностью не была своевременно издана. В дальнейшем материалы из её диссертации широко использовались при составлении «Этимологического словаря тюркских языков» (ЭСТЯ) Э. В. Севортяна.
Л. С. Левитская принимала активное участие в подготовке первых томов «Этимологического словаря тюркских языков» (ЭСТЯ): «Общетюркские и межтюркские основы на гласные» (1974), «Б» (1978), «В, Г, Д» (1980). В дальнейшем, после смерти автора, была ответственным редактором последующего тома этого словаря — «Ж, …Й» (1989), а также одним из составителей томов «К, …» (1997), «Л, М, Н, П, С» (2003) ЭСТЯ.
Член авторского коллектива монографии в 6 книгах «Сравнительно-историческая грамматика тюркских языков» (1984—2006).
Написала монографию «Историческая морфология чувашского языка» (1976) — первое в чувашском языкознании исследование истории словоизменительных и словообразовательных форм чувашского языка, ряд статей по чувашской этимологии.
Умерла в 2009 году. По сообщению коллег, прах, согласно завещанию, был развеян над Окой в Тарусе.

## Основные работы
- Левитская Л. С. Историческая морфология чувашского языка. — М.: Наука (ГРВЛ), 1976. — 208 с. Архивировано 28 января 2013 года.